# Ascoli Calcio 1898 1995-1996
Questa pagina raccoglie le informazioni riguardanti l'Ascoli Calcio 1898 nelle competizioni ufficiali della stagione 1995-1996.

## Rosa
| N. |                   | Ruolo | Calciatore            |
| -- | ----------------- | ----- | --------------------- |
|    | Italia (bandiera) | P     | Mauro Bacchin         |
|    | Italia (bandiera) | C     | Vincenzo Botticelli   |
|    | Italia (bandiera) | C     | Luigi Bugiardini      |
|    | Italia (bandiera) | P     | Daniele Cerretti      |
|    | Italia (bandiera) | A     | Alessandro Damiani    |
|    | Italia (bandiera) | C     | Massimiliano Favo     |
|    | Italia (bandiera) | C     | David Fiorentini      |
|    | Italia (bandiera) | D     | Stefano Fontana       |
|    | Italia (bandiera) |       | Franco                |
|    | Italia (bandiera) | D     | Alessandro Furlanetto |
|    | Italia (bandiera) | C     | Gianni Galiffa        |
|    | Italia (bandiera) | D     | Osvaldo Mancini       |

| N. |                   | Ruolo | Calciatore          |
| -- | ----------------- | ----- | ------------------- |
|    | Italia (bandiera) | C     | Manolo Manoni       |
|    | Italia (bandiera) | C     | Michele Menolascina |
|    | Italia (bandiera) | D     | Manuel Milana       |
|    | Italia (bandiera) | C     | Pasquale Minuti     |
|    | Italia (bandiera) | A     | Walter Mirabelli    |
|    | Italia (bandiera) | C     | Stefano Mobili      |
|    | Italia (bandiera) | D     | Morris Molinari     |
|    | Italia (bandiera) |       | Morganti            |
|    | Italia (bandiera) | D     | Dario Rossi         |
|    | Italia (bandiera) | D     | Massimo Savio       |
|    | Italia (bandiera) | A     | Giovanni Spinelli   |
|    | Italia (bandiera) | C     | Pietro Zaini        |

## Risultati

### Campionato

#### Girone di andata
| 27 agosto 1995 1ª giornata | Ascoli | 2 – 0 | Siena |  |

| 3 settembre 1995 2ª giornata | Nocerina | 1 – 1 | Ascoli |  |

| 10 settembre 1995 3ª giornata | Ascoli | 1 – 0 | Ischia Isolaverde |  |

| 17 settembre 1995 4ª giornata | Turris | 2 – 2 | Ascoli |  |

| 24 settembre 1995 5ª giornata | Juventus Stabia | 1 – 1 | Ascoli |  |

| 1º ottobre 1995 6ª giornata | Ascoli | 2 – 0 | Trapani |  |

| 8 ottobre 1995 7ª giornata | Castel di Sangro | 1 – 2 | Ascoli |  |

| 15 ottobre 1995 8ª giornata | Ascoli | 1 – 0 | Nola |  |

| 22 ottobre 1995 9ª giornata | Chieti | 1 – 0 | Ascoli |  |

| 29 ottobre 1995 10ª giornata | Ascoli | 2 – 2 | Lecce |  |

| 12 novembre 1995 11ª giornata | Ascoli | 1 – 1 | Gualdo |  |

| 19 novembre 1995 12ª giornata | Atletico Catania | 1 – 1 | Ascoli |  |

| 26 novembre 1995 13ª giornata | Ascoli | 1 – 0 | Savoia |  |

| 3 dicembre 1995 14ª giornata | Lodigiani | 1 – 1 | Ascoli |  |

| 10 dicembre 1995 15ª giornata | Ascoli | 2 – 1 | Acireale |  |

| 17 dicembre 1995 16ª giornata | Sora | 2 – 0 | Ascoli |  |

| 30 dicembre 1995 17ª giornata | Ascoli | 3 – 0 | Casarano |  |

#### Girone di ritorno
| 7 gennaio 1996 18ª giornata | Siena | 0 – 0 | Ascoli |  |

| 14 gennaio 1996 19ª giornata | Ascoli | 0 – 1 | Nocerina |  |

| 28 gennaio 1996 20ª giornata | Ischia Isolaverde | 1 – 0 | Ascoli |  |

| 4 febbraio 1996 21ª giornata | Ascoli | 2 – 1 | Turris |  |

| 18 febbraio 1996 22ª giornata | Ascoli | 2 – 0 | Juventus Stabia |  |

| 25 febbraio 1996 23ª giornata | Trapani | 0 – 0 | Ascoli |  |

| 3 marzo 1996 24ª giornata | Ascoli | 3 – 1 | Castel di Sangro |  |

| 10 marzo 1996 25ª giornata | Virtus Nola | 3 – 2 | Ascoli |  |

| 24 marzo 1996 26ª giornata | Ascoli | 1 – 0 | Chieti |  |

| 31 marzo 1996 27ª giornata | Lecce | 3 – 0 | Ascoli |  |

| 7 aprile 1996 28ª giornata | Gualdo | 0 – 0 | Ascoli |  |

| 14 aprile 1996 29ª giornata | Ascoli | 0 – 1 | Atletico Catania |  |

| 21 aprile 1996 30ª giornata | Savoia | 1 – 1 | Ascoli |  |

| 5 maggio 1996 31ª giornata | Ascoli | 2 – 0 | Lodigiani |  |

| 12 maggio 1996 32ª giornata | Acireale | 1 – 1 | Ascoli |  |

| 19 maggio 1996 33ª giornata | Ascoli | 2 – 0 | Sora |  |

| 26 maggio 1996 34ª giornata | Casarano | 1 – 1 | Ascoli |  |